# 唐大詔令集
唐大詔令集（とうだいしょうれいしゅう）は、宋の宋敏求が編纂した唐の歴代皇帝の詔令を収集・分類したもの。全130巻（ただし、現存107巻）。録3巻。（ただし、亡佚）

## 概要
宋敏求の父・宋綬は『宋会要』の編纂に関わり、更に唐の歴代皇帝の詔や令を集成をしていたが、志半ばで没した。宋敏求もまた、『新唐書』の編纂に関わり、晩唐の混乱下で編纂された無かった武宗以後の皇帝の実録を撰したことで知られている。宋敏求が父の遺志を引き継いで、実録や諸書に採録された詔令1960余りを収集し、内容ごとに分類したのが同書である。
熙寧3年（1070年）に完成されたものの、長い間刊行されることなく、写本の繰り返しによって引き継がれてそのうちに散逸した巻も少なからず存在し、清の光緒年間に『適園叢書』に収められて初めて刊行された段階で、巻14-24および巻87-98、それに巻末の「録」3巻が失われてしまっていた。その後、1959年に商務院書館から活字本が刊行されている。
詔令を内容ごとに帝王・妃嬪・追諡・冊諡文・哀冊文・皇太子・諸王・公主・郡県主・大臣・典礼・政事・蕃夷の13類（大項目）とそれを細分化した154目（小項目）に分類して排列し、詔令本文は全文収録とし、起草年月が明らかなものはそれを付記している。類似の書物である『唐会要』・『冊府元亀』・『旧唐書』・『新唐書』などと比較しても、専集としての独自性と分類・排列に優れている部分は評価されて、唐の政治・経済・法制・軍事・外交などの研究には欠くことができない。その一方で編纂時あるいはその後の写本の過程で発生した誤字や省略とみられる誤りも存在するほか、採録漏れとなった現存詔令の存在も知られている。そのうち、誤字・脱字に関しては商務院書館から活字版が出された時に校勘記が作成されたが、その校勘も不十分であるとする見方もある。